# Zandhoven
Zandhoven es una localidad y municipio de la provincia de Amberes en Bélgica. Sus municipios vecinos son Grobbendonk, Nijlen, Ranst, Vorselaar y Zoersel. Se encuentra a solo 18 km del centro de Amberes y a unos 45 km de Bruselas. Tiene una superficie de 40,1 km² y una población en 2020 de 13.063 habitantes, siendo los habitantes en edad laboral el 65% de la población.

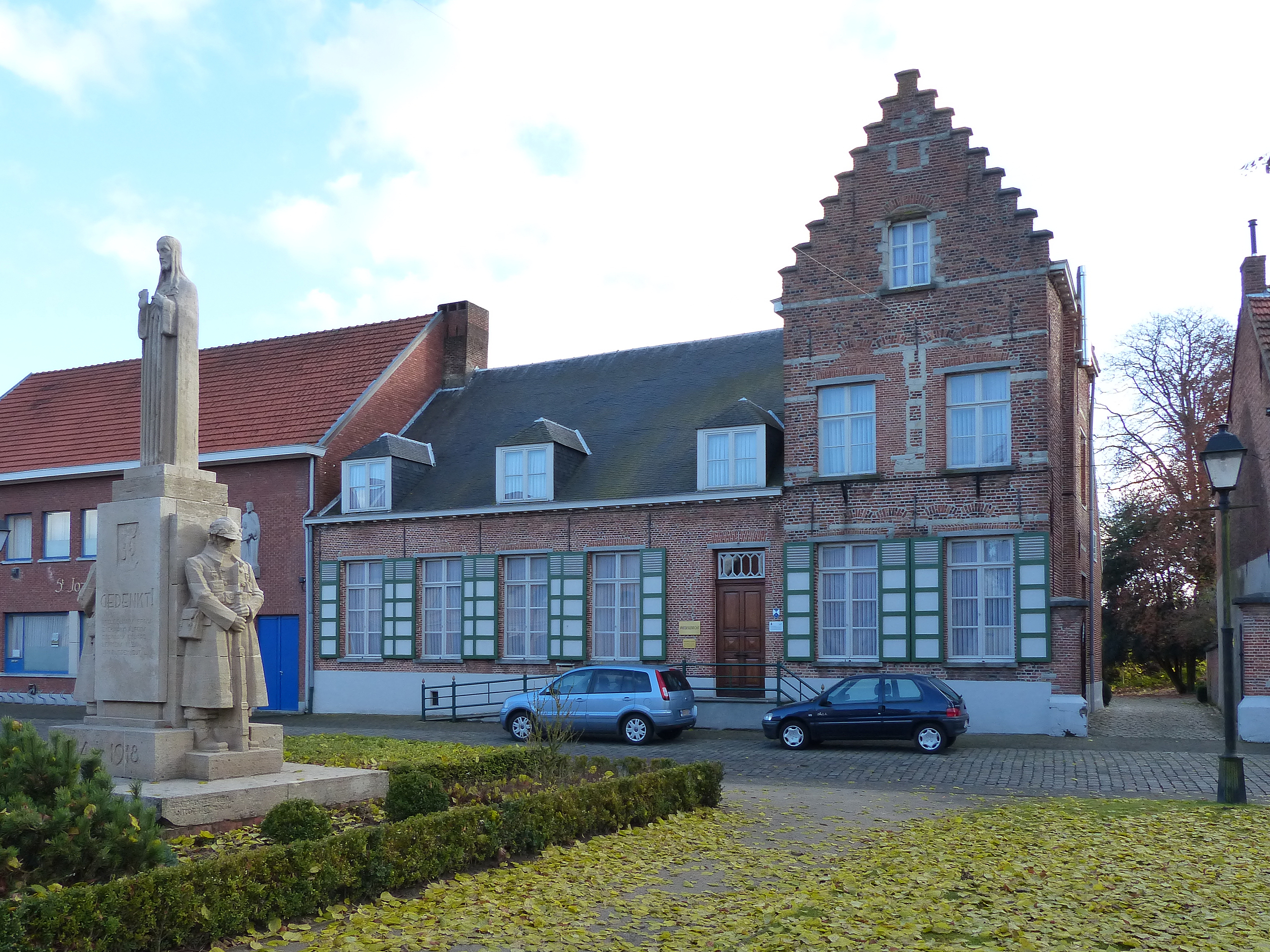

## Demografía

### Evolución
Todos los datos históricos relativos al actual municipio, el siguiente gráfico refleja su evolución demográfica, incluyendo municipios después de efectuada la fusión el 1 de enero de 1977.
| Gráfica de evolución demográfica de Zandhoven entre 1846 y 2020 |
|                                                                 |